# كنيسة سان برنارد في الشابل

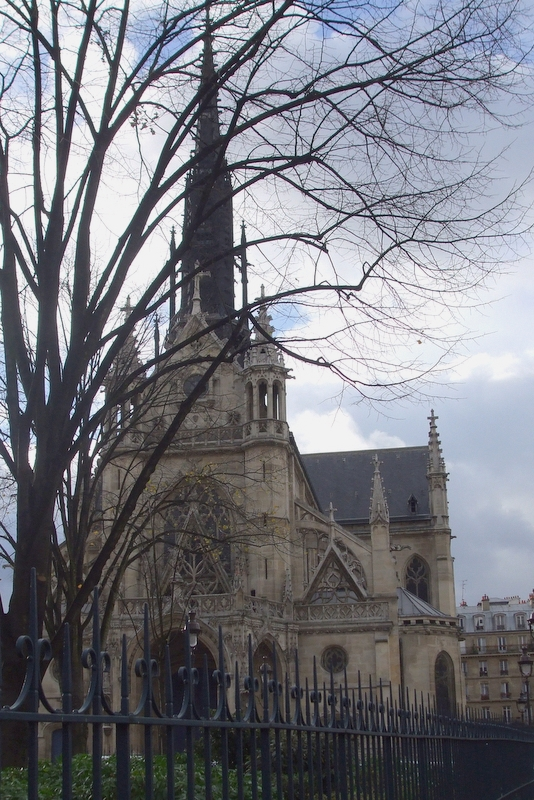
كنيسة سان برنارد في الشابّل

كنيسة سان برنارد في الشابّل هي كنيسة كاثوليكية بنيت في عهد نابليون الثالث. تقع في الدائرة الثامنة عشرة في باريس في حي كوت دور. كانت قد بنيت قبل كومونة باريس في عام 1860 وأضيف إلى اسمها كلمة «الشابل» أي المعبد وهو حي كان في السابق قرب باريس قبل أن يصبح جزءً من باريس في عام 1861.
على مقربة من هذه الكنيسة يوجد معهد ثقافات الإسلام في باريس والذي تم بناؤه حديثاً.

## البناء
بدأ بناؤها في عام 1858 وانتهى في عام 1862.

## الكنيسة وكمونة باريس
أثناء كومونة باريس قام لويس ميشيل بإحياء نادي الثورة في تلك الكنيسة، ولهذا السبب وأسباب أخرى فإن لهذه الكنيسة رمزية خاصة عند اليسار الفرنسي .

في 28 يونيو من عام 1996 قام ثلاثمئة مهاجر غير شرعي ولا يملكون أوراق إقامة في فرنسا باحتلال الكنيسة  وبقوا فيها حتى 23 أغسطس من عام 1996 حيث تم أجلاءهم باستعمال 525 رجلاً من قوات خاصة من الشرطة  يحميهم حوالي 500 رجل شرطة آخرين. 

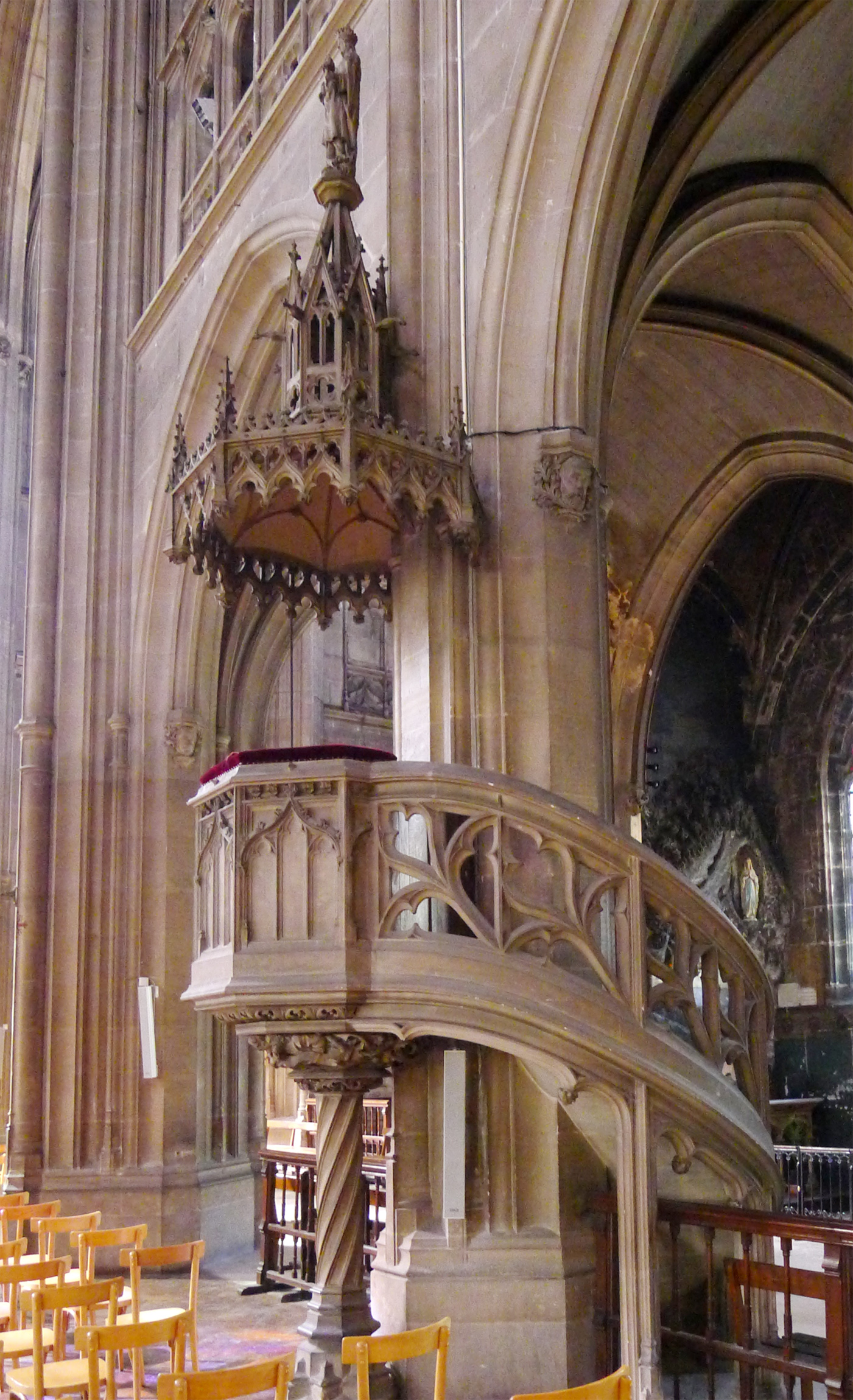
Chaire
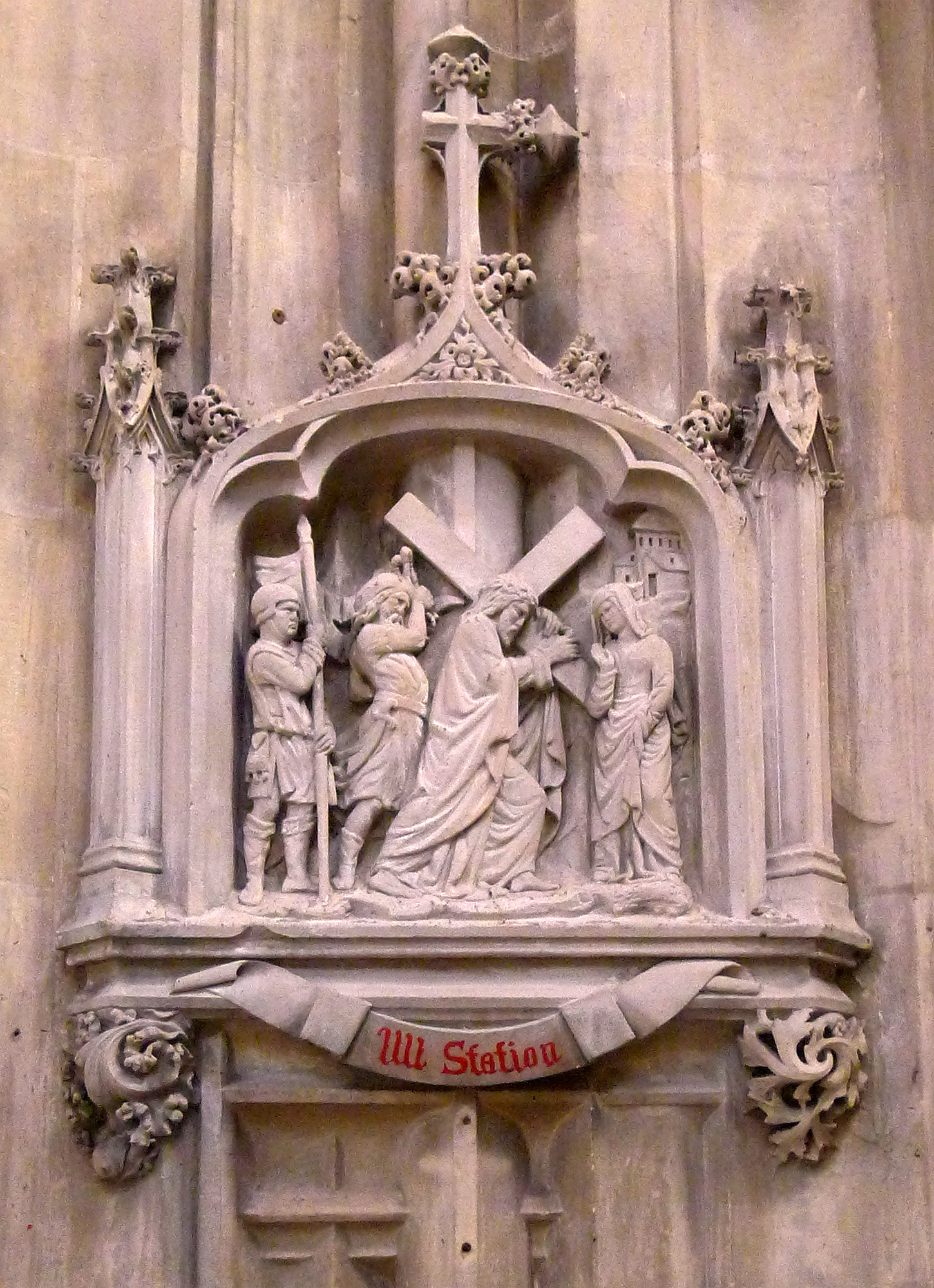
Station du chemin de croix
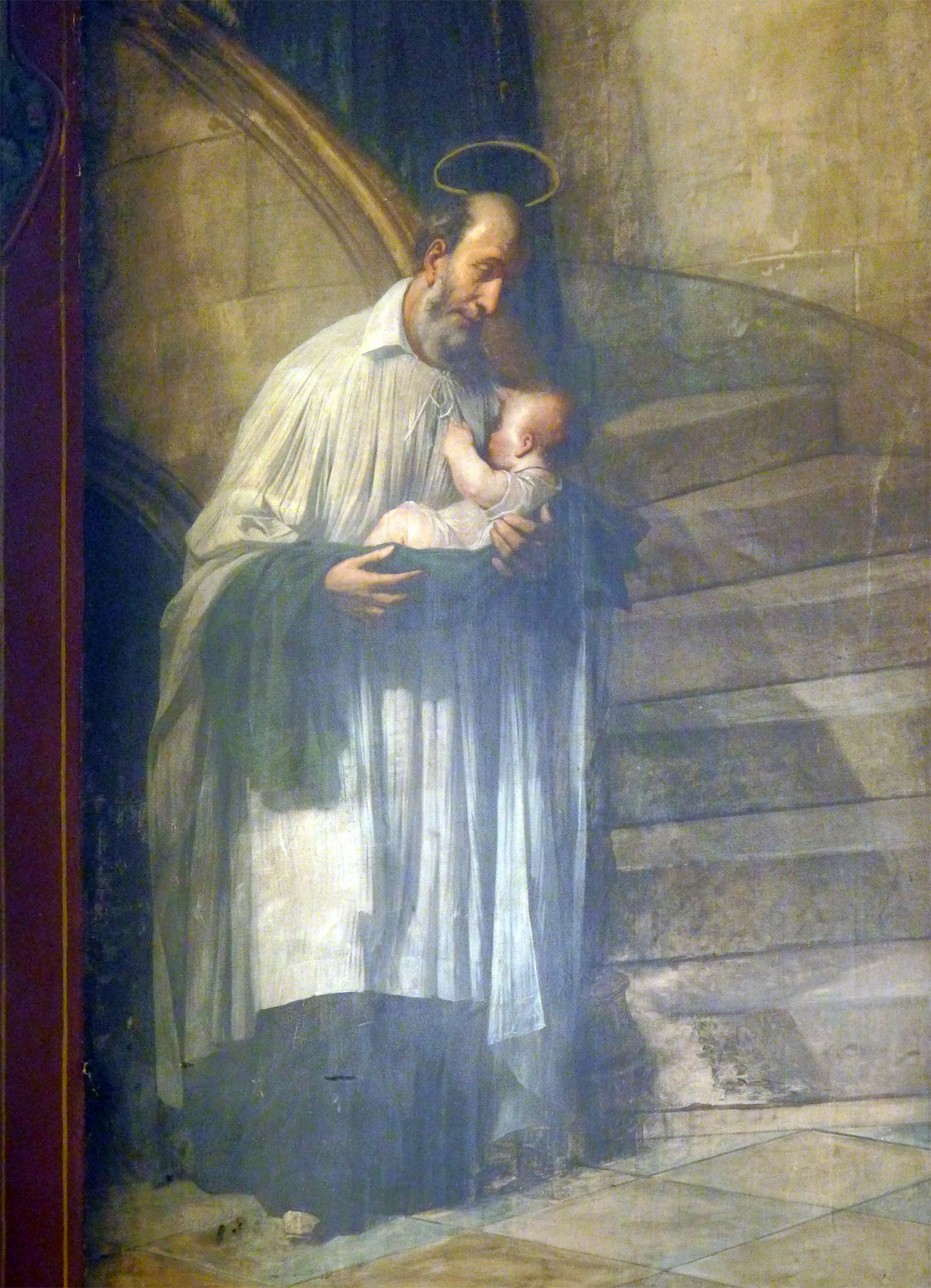
Détail d'une fresque de Claudius Jacquand